# Spedizione nelle Black Hills

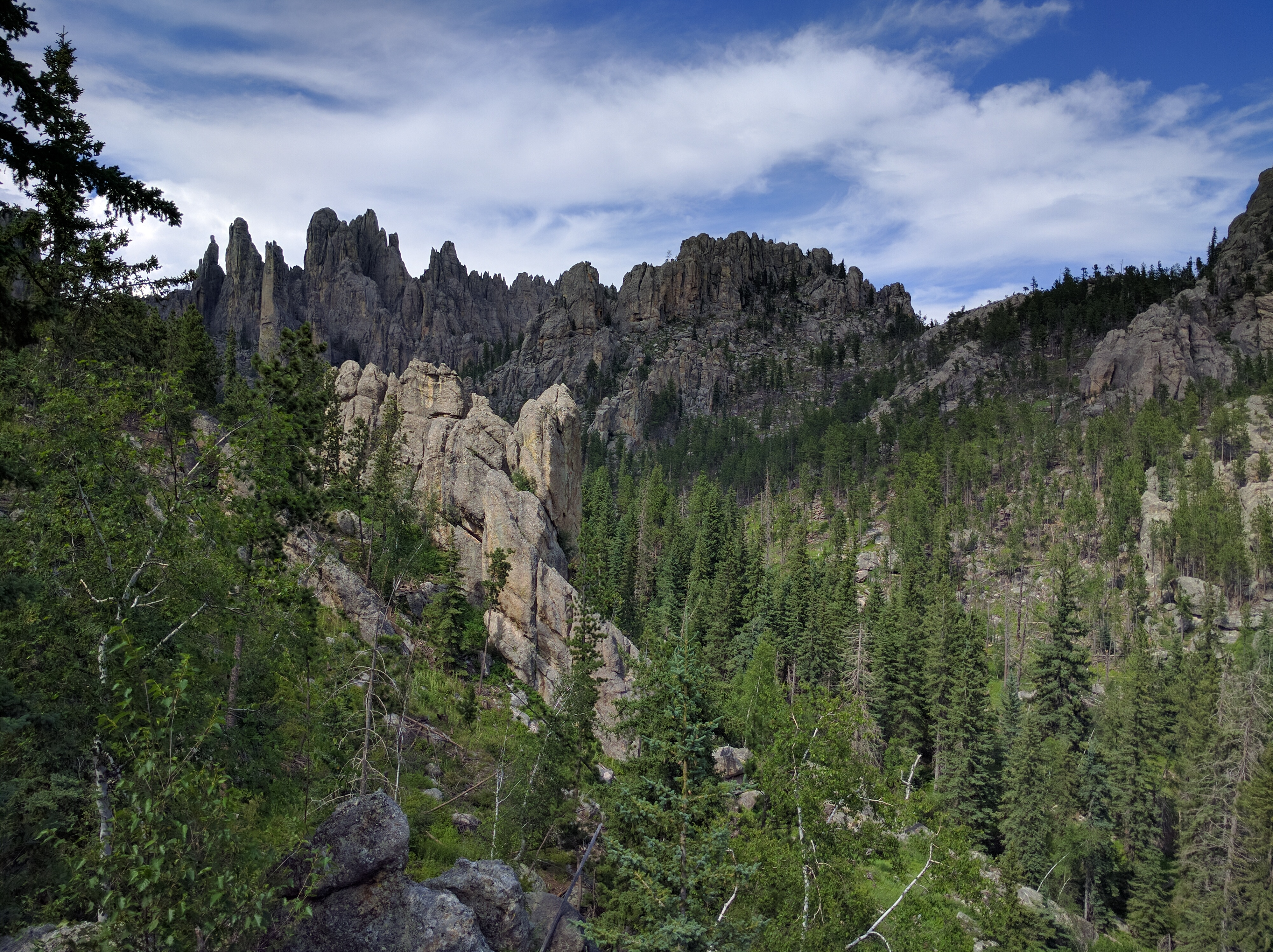
The Needles, le caratteristiche guglie di granito delle Black Hills.

La spedizione nelle Black Hills (Colline Nere in italiano e Pahá Sápa in lingua lakota) fu una spedizione militare e scientifica organizzata nel 1874 dall'esercito degli Stati Uniti d'America nel territorio al confine tra gli attuali Stati del Wyoming e del Dakota del Sud allo scopo di cercare luoghi adatti per la costruzione di un avamposto militare, trovare un passaggio verso sud-ovest e verificare la veridicità delle voci che parlavano dell'esistenza dell'oro in quella regione.

## Antefatto
A quell'epoca, la regione delle Black Hills era un luogo misterioso e in gran parte ancora sconosciuto per l'uomo bianco e costituiva una parte della grande riserva Lakota Sioux garantita dal Trattato di Fort Laramie del 1868. La decisione di dar corso alla missione aveva ricevuto l'assenso del presidente Ulysses S. Grant che utilizzò l'interesse suscitato dalla spedizione per distogliere l'attenzione del Paese dalla grave crisi economica che lo attanagliava come conseguenza del "Panico del 1873”. Grant, però, aveva sottovalutato il fatto che in tal modo si infrangevano i patti sottoscritti in precedenza con i Sioux e con le altre tribù delle grandi pianure e ignorò del tutto le proteste, le critiche e gli inviti a desistere che si levarono da più parti. A tal proposito, illuminante è quanto sostiene lo storico George Hyde «Il fatto che questa spedizione non fu bloccata dimostra che c'erano forze molto influenti dietro a quel progetto, forze pronte a rischiare una guerra con i Sioux pur di realizzare il loro programma. Non c'è alcun dubbio che l'invio di questa spedizione sia stata una violazione del trattato del 1868 …. e che questa violazione del trattato fu deliberatamente escogitata e realizzata». Fu in questa atmosfera carica di opinioni contrastanti che il comandante del Dipartimento militare del Missouri, generale Philip Sheridan, forte degli appoggi dei vertici militari, organizzò un'operazione di ricognizione in forze delle Black Hills, ufficialmente per cercare un sito su cui costruire un forte, e ne affidò il comando al tenente colonnello George Armstrong Custer.

## La spedizione
La spedizione partì il 2 luglio 1874 dal campo base di Fort Abraham Lincoln nell'allora territorio del Dakota, con l'ordine di viaggiare verso il territorio ancora largamente  inesplorato delle Black Hills. Così annotò Custer prima della partenza «Mi aspetto di visitare una regione del paese ancora invisibile agli occhi umani, ad eccezione di quelli degli indiani - un paese descritto da questi ultimi come ricco di selvaggina di tutte le varietà, ricco di interesse scientifico e di straordinaria bellezza in uno scenario naturale».

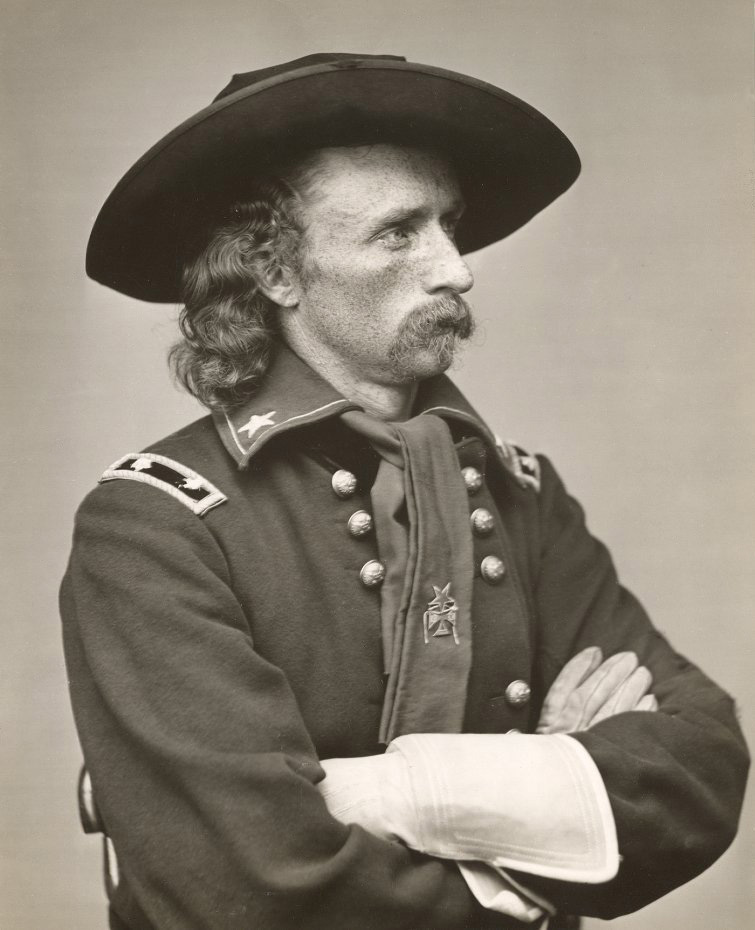
Il tenente colonnello George Armstrong Custer

Custer era alla testa di una variopinta colonna che comprendeva dieci compagnie del 7º Reggimento di cavalleria e due di fanteria per un totale di 1000 uomini, un cannone Rodman da 75 mm e tre mitragliatrici Gatling oltre a 110 carri coperti con i rifornimenti per due mesi e circa duemila tra cavalli, muli e altri capi di bestiame. Ad accompagnare i soldati c'erano cento guide indiane, tra cui Coltello Insanguinato e Orso Magro, e gli scout bianchi Charley Reynolds e Louis Agard. Nello staff di comando c'erano il tenente colonnello Frederick D. Grant, figlio del presidente degli Stati Uniti, il maggiore George A. Forsyth e il tenente James Calhoun, cognato di Custer.
Alla colonna di militari era aggregata una pattuglia di tecnici che avevano il compito di procedere ai rilevamenti scientifici. Tra essi il giovane antropologo e naturalista George Bird Grinnel, due esperti in ricerche minerarie e il geologo Newton Horace Winchell che doveva accertare la purezza dell'oro eventualmente trovato. Il lavoro del gruppo scientifico era coordinato dal capitano Willam Ludlow che, in qualità di ingegnere capo del territorio del Dakota, doveva provvedere anche ad eseguire la mappatura del territorio oltre che alla raccolta e alla sistemazione dei dati scientifici. La spedizione ebbe anche una copertura mediatica con il fotografo inglese William H. Illingworth che ne fissò con i suoi scatti i momenti più significativi e tre giornalisti che provvidero ad informare i lettori con resoconti puntuali e particolareggiati.
Gli ordini che aveva ricevuto Custer erano di esplorare il territorio delle Black Hills, individuare un potenziale sito adatto per la costruzione di un forte e trovare un collegamento con un percorso che da Fort Laramie andasse verso sud-ovest. In via ufficiosa, la spedizione doveva anche eventualmente confermare la presenza dell'oro nelle Black Hills. Fino a quel momento nessun gruppo organizzato di bianchi aveva attraversato quella regione, sebbene ci fossero sempre state voci di singoli individui che riferivano della presenza dell'oro in quelle colline.

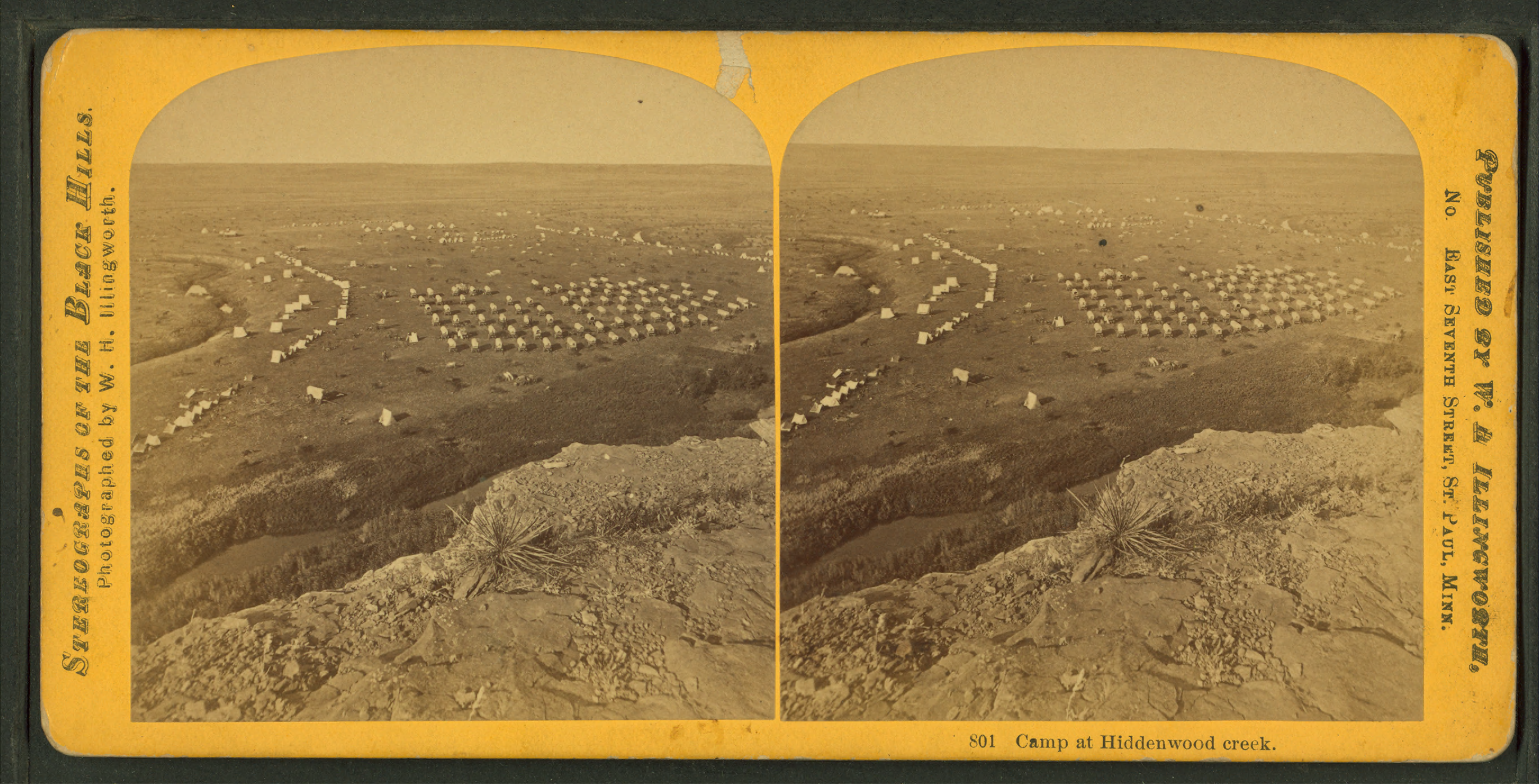
Vista panoramica del campo a Hidden Wood Creek. Lastra fotografica su vetro di William H. Illingworth durante la spedizione nelle Black Hills.

Dopo aver attraversato le grandi pianure, il 22 luglio la spedizione, che proveniva da nord, seguendo un sentiero indiano arrivò sul lato occidentale delle Black Hills.
A fine luglio la colonna di Custer giunse nella valle del French Creek, in prossimità dell'attuale città di Custer (Dakota del Sud), dove i geologi minerari Ross e McKay trovarono alcune tracce del prezioso minerale proprio nelle acque di quel torrente. L'oro fu poi trovato in quantità maggiori in una bellissima valle a sud dell'Harney Peak, valle che, nelle parole di Custer, era «… un paese di straordinaria bellezza e ricchezza di suolo. Il pascolo non potrebbe essere più fine, il legname è abbondante e c'è acqua buona e in grande quantità».

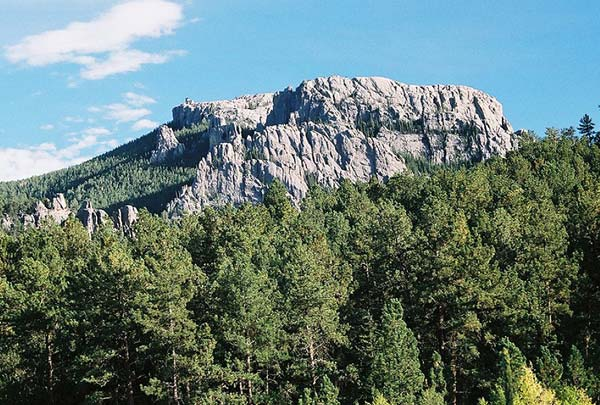
Panoramica dell'Harney Peak

In quella valle la spedizione si fermò fino al 5 agosto fissando un campo permanente per esplorare e mappare tutta l'area. La sosta consentì a Custer di scalare l'Harney Peak (la vetta più alta delle Black Hills, dal 2016 rinominata Black Elk Peak), insieme al capitano Ludlow e a quattro altri membri della spedizione, per una osservazione completa della valle sottostante.
Prima di lasciare la vetta dell'Harney Peak, gli scalatori inserirono in un bossolo vuoto, incastrato poi in una fenditura della roccia, un foglietto con il seguente messaggio "Gen. G.A. Custer, Gen. G.A. Forsyth, Col. Wm. Ludlow, W.H. Wood, A.B. Donaldson, N.H. Winchell, Script. July 31, 1874" (Gen. G.A. Custer, Gen. G.A. Forsyth, Col. Wm. Ludlow, W.H. Wood, A.B. Donaldson, N.H. Winchell, scritto 31 luglio 1874).
Durante la sosta in quella valle Custer riuscì poi anche ad individuare un sito che ritenne adatto per la costruzione di un forte.
La scoperta dell'oro nelle Black Hills indusse Custer ad inviare subito un rapporto a Fort Laramie e affidò questa pericolosa missione a Charley Reynolds. Lo scout partì il 3 agosto, viaggiò in pieno territorio Sioux cavalcando cautamente solo di notte e portò a termine il suo compito dopo quattro giorni. Nel suo rapporto, come era nel suo carattere, Custer aveva esagerato e scritto che l'oro «...si trova persino nelle radici dell'erba».
Il 10 agosto il New York Tribune annunciava “NEW GOLD COUNTRY – Discoveries of the Black Hills Expedition” (“NUOVO PAESE DELL'ORO – Le scoperte della spedizione nelle Black Hills”) e due giorni dopo, in maniera ancora più enfatica, sul Bismarck Tribune il titolo era “GOLD! Custer at the Black Hills the 2d inst. – Gold and Silver in Immense Quantities” (“ORO! Custer nelle Black Hills il giorno 2 - Oro e argento in quantità immense”). Attraverso la stampa la straordinaria notizia si diffuse in tutto il Paese e ciò diede l'avvio ad una nuova corsa all'oro con migliaia di cercatori che si riversarono nel territorio Sioux in spregio dei trattati sottoscritti.

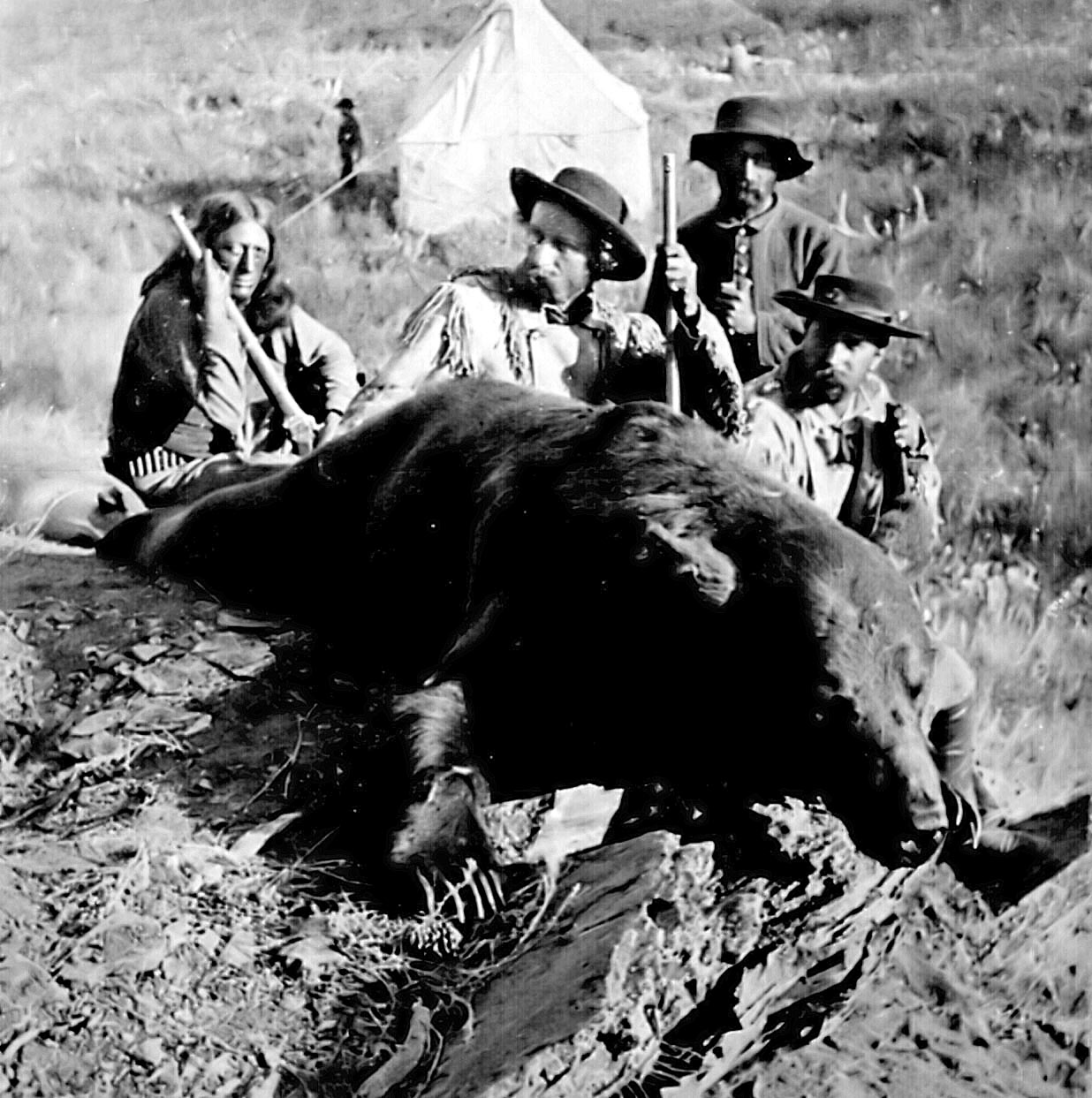
Coltello Insanguinato, Custer, il capitano Ludlow e, in secondo piano, il soldato Noonan con l'enorme orso abbattuto durante la spedizione nelle Black Hills.

Nel frattempo, avendo raggiunto l'obiettivo primario, la spedizione iniziò il viaggio di rientro verso Fort Lincoln. La colonna di Custer seguì un percorso diverso rispetto a quello dell'andata e si diresse verso il Bear Butte, luogo di nascita di Cavallo Pazzo, dove si accampò per una notte per poi uscire dalla zona delle colline passando attraverso una frattura in una parete calcarea oggi nota come “Custer's Gap” nei pressi dell'attuale Blackhawk (Dakota del Sud). Era il 14 agosto e fu quello l'ultimo dei 24 giorni passati dalla spedizione nel territorio delle Black Hills. In un dispaccio inviato dal Bear Butte ai suoi superiori così scriveva Custer «Quasi tutti erano restii a lasciare una regione che era stata trovata così deliziosa quasi sotto ogni aspetto. Dietro di noi l'erba e il fogliame erano rivestiti del verde della freschezza di maggio. Di fronte a noi, mentre guardavamo le pianure sottostanti, non vedevamo altro che una superficie relativamente arida e secca, il cui pascolo bruciato dal sole offriva una prospettiva poco invitante sia per il cavallo che per il cavaliere». Nel percorso di ritorno Custer, con l'aiuto di Coltello Insanguinato, uccise un orso grigio e fu talmente fiero di questa sua impresa che scrisse alla moglie Elizabeth «Ho ucciso un grizzly dopo una caccia e una gara molto eccitanti ...» aggiungendo, con malcelato orgoglio, «Ho raggiunto il più alto livello di fama per un  cacciatore».
La spedizione fece ritorno al campo base di Fort Lincoln il 30 agosto 1874. In 60 giorni di missione Custer e i suoi uomini avevano coperto una distanza di 883 miglia (1200 se si considerano anche gli spostamenti intermedi all'interno di singole zone) viaggiando per circa un mese in pieno territorio indiano, ma senza aver mai avuto scontri con i nativi. Infatti, vista la consistenza della forza militare agli ordini di Custer, gli indiani ne avevano controllato da lontano i movimenti guardandosi bene dall'entrare in contatto con i soldati. Ci fu un solo episodio che testimonia l'ostilità degli indiani nei confronti di coloro che erano penetrati nel loro territorio. Fu quando i Sioux appiccarono il fuoco all'erba e alla vegetazione di una vasta area che gli uomini di Custer avrebbero dovuto attraversare sulla via del ritorno costringendoli ad allontanarsi da quella zona e a seguire un percorso diverso. Quando Custer rientrò a Fort Lincoln, la corsa all'oro delle Black Hills era già iniziata con carovane di uomini assetati del prezioso metallo che si preparavano a compiere viaggi esplorativi in quel territorio proibito.

## Conseguenze
Nella storia del West americano, la spedizione nelle Black Hills è stata una delle missioni meglio documentate. A parte la copertura fornita dai resoconti dei giornalisti al seguito e dall'ampia documentazione fotografica lasciataci da Illingworth, almeno una dozzina degli esploratori registrarono in diari personali sensazioni, stati d’animo ed avvenimenti di rilievo vissuti durante i due mesi di missione. Uno per tutti il diario scritto dal cognato di Custer, James Calhoun, pubblicato nel 1979 sotto forma di libro da Lawrence Frost. Dalla lettura del diario di Calhoun, si comprende la complessità della preparazione e dell'attuazione di quella esplorazione proprio nel cuore del territorio indiano, ma emerge anche un senso di meraviglia e di stupore di fronte alla selvaggia bellezza dei luoghi attraversati.

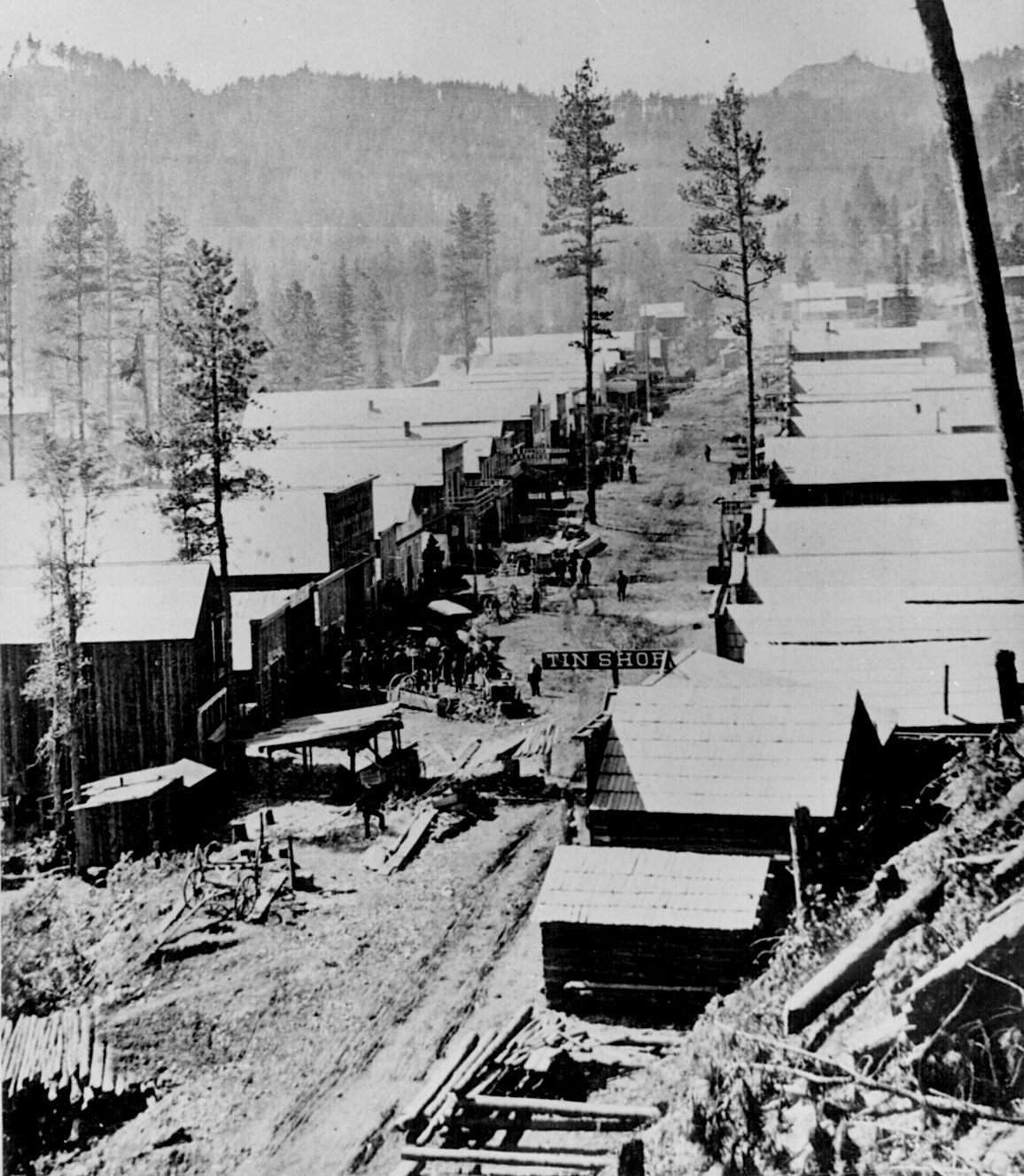
Deadwood nel 1876. La costruzione di baracche fatte con tronchi d’albero durante la corsa all’oro nelle Black Hills.

Gli effetti della spedizione si fecero sentire presto e contribuirono a determinare la storia di quella regione. La notizia dell'oro trovato nel French Creek diffusa dai corrispondenti al seguito e i resoconti esagerati dei dispacci di Custer attirarono l'attenzione generale e, nei due anni successivi, decine di migliaia di minatori si riversarono in quel territorio malgrado il pericolo costituito dagli indiani che intendevano tenerli lontani dalla terra che era stata assegnata per sempre alla nazione Sioux con il trattato di Fort Laramie del 1868.
Nel tentativo di impedire che i termini di quel trattato venissero violati, il generale Sheridan ordinò all'esercito di arrestare chiunque tentasse di entrare nelle Black Hills, ma nonostante tutti i provvedimenti adottati il flusso di minatori e di avventurieri continuò incessante. Si calcola che, alla fine del 1875, oltre 15.000 minatori si erano stabiliti in quella regione dando vita al sorgere di vari insediamenti, il più emblematico dei quali fu Deadwood nell'allora Territorio del Dakota.
Senza alcun dubbio l'invasione delle Black Hills da parte dei bianchi contribuì fortemente ad alimentare il risentimento e il rancore degli indiani. I segnali di fumo visti durante la spedizione e interpretati dagli scout come segni di sventura si concretizzarono solo due anni dopo quando la rabbia degli indiani si scaricò su Custer e i suoi cavalleggeri nella battaglia sul Little Bighorn. Risulta, perciò, giustificabile quello che, qualche tempo dopo, uno dei partecipanti alla spedizione nelle Black Hills scrisse riferendosi a quell'evento «... [Custer] dopo di allora non ha mai più avuto fortuna».